# Kubok Federacii SSSR 1987
La Coppa delle Federazioni sovietiche 1987 (in russo Кубок Федерации СССР?) fu la 2ª edizione del trofeo. Vide la vittoria finale dello Spartak Mosca, che così conquistò il suo primo titolo.

## Formula
Erano iscritte tutte le formazioni partecipanti alla Vysšaja Liga 1987. Le 16 squadre furono divise in quattro gironi da quattro squadre: in ciascun girone si disputavano gare di andata e ritorno per un totale di sei incontri per squadra, assegnando due punti per la vittoria, uno per il pareggio e zero per la sconfitta. Erano ammesse al secondo turno le prime due di ciascun girone.
Le quattro vincitrici dei quattro gironi disputavano i quarti in casa contro le quattro seconde classificate; quarti e semifinali  erano giocate su gare di sola andata, così, come la finale, disputata però in campo neutro.

## Prima fase

### Girone A

#### Classifica finale
|  | Pos. | Squadra       | Pt | G | V | N | P | GF | GS | DR |
|  | ---- | ------------- | -- | - | - | - | - | -- | -- | -- |
|  | 1.   | Spartak Mosca | 9  | 6 | 3 | 3 | 0 | 12 | 4  | +8 |
|  | 2.   | Dinamo Mosca  | 8  | 6 | 3 | 2 | 1 | 9  | 7  | +2 |
|  | 3.   | CSKA Mosca    | 4  | 6 | 1 | 2 | 3 | 4  | 10 | -6 |
|  | 4.   | Torpedo Mosca | 3  | 6 | 0 | 3 | 3 | 6  | 10 | -4 |

- Ammesse alla seconda fase: Spartak Mosca e Dinamo Mosca

#### Risultati
| 1ª giornata                 | 17/19 aprile 1987 |
|                             |                   |
| Torpedo Mosca-Spartak Mosca | 2-2               |
| Dinamo Mosca-CSKA Mosca     | 1-0               |

| 2ª giornata                | 25/26 aprile 1987 |
|                            |                   |
| CSKA Mosca-Spartak Mosca   | 1-1               |
| Torpedo Mosca-Dinamo Mosca | 2-2               |

| 3ª giornata                | 1/2 giugno 1987 |
|                            |                 |
| CSKA Mosca-Torpedo Mosca   | 0-0             |
| Spartak Mosca-Dinamo Mosca | 1-0             |

| 4ª giornata                 | 29/30 agosto 1987 |
|                             |                   |
| CSKA Mosca-Dinamo Mosca     | 1-2               |
| Spartak Mosca-Torpedo Mosca | 1-0               |

| 5ª giornata                | 6/7 settembre 1987 |
|                            |                    |
| Dinamo Mosca-Torpedo Mosca | 3-2                |
| Spartak Mosca-CSKA Mosca   | 6-0                |

| 6ª giornata                | 25/26 settembre 1987 |
|                            |                      |
| Dinamo Mosca-Spartak Mosca | 1-1                  |
| Torpedo Mosca-CSKA Mosca   | 0-2                  |

### Girone B

#### Classifica finale
|  | Pos. | Squadra          | Pt | G | V | N | P | GF | GS | DR |
|  | ---- | ---------------- | -- | - | - | - | - | -- | -- | -- |
|  | 1.   | Neftçi Baku      | 8  | 6 | 3 | 2 | 1 | 7  | 6  | +1 |
|  | 2.   | Dinamo Tbilisi   | 7  | 6 | 2 | 3 | 1 | 11 | 7  | +4 |
|  | 3.   | Guria Lanchkhuti | 5  | 6 | 1 | 3 | 2 | 5  | 8  | -3 |
|  | 4.   | Ararat           | 4  | 6 | 1 | 2 | 3 | 7  | 9  | -2 |

- Ammesse alla seconda fase: Neftçi Baku e Dinamo Tbilisi

#### Risultati
| 1ª giornata                  | 19 aprile 1987 |
|                              |                |
| Ararat-Dinamo Tbilisi        | 1-2            |
| Neftçi Baku-Guria Lanchkhuti | 1-0            |

| 2ª giornata                | 25/26 aprile 1987 |
|                            |                   |
| Guria Lanchkhuti-Ararat    | 2-0               |
| Dinamo Tbilisi-Neftçi Baku | 1-1               |

| 3ª giornata                     | 2 giugno 1987 |
|                                 |               |
| Dinamo Tbilisi-Guria Lanchkhuti | 6-2           |
| Neftçi Baku-Ararat              | 2-0           |

| 4ª giornata                     | 29 agosto 1987 |
|                                 |                |
| Ararat-Neftçi Baku              | 4-1            |
| Guria Lanchkhuti-Dinamo Tbilisi | 0-0            |

| 5ª giornata                | 6 settembre 1987 |
|                            |                  |
| Ararat-Guria Lanchkhuti    | 0-0              |
| Neftçi Baku-Dinamo Tbilisi | 1-0              |

| 6ª giornata                  | 25 settembre 1987 |
|                              |                   |
| Dinamo Tbilisi-Ararat        | 1-1               |
| Guria Lanchkhuti-Neftçi Baku | 2-2               |

### Girone C

#### Classifica finale
|  | Pos. | Squadra          | Pt | G | V | N | P | GF | GS | DR  |
|  | ---- | ---------------- | -- | - | - | - | - | -- | -- | --- |
|  | 1.   | Žalgiris         | 9  | 6 | 3 | 3 | 0 | 14 | 3  | +11 |
|  | 2.   | Dinamo Minsk     | 8  | 6 | 3 | 2 | 1 | 12 | 7  | +5  |
|  | 3.   | Qairat           | 5  | 6 | 2 | 1 | 1 | 4  | 11 | -7  |
|  | 4.   | Zenit Leningrado | 2  | 6 | 1 | 0 | 5 | 6  | 15 | -9  |

- Ammesse alla seconda fase: Žalgiris Vilnius e Dinamo Minsk

#### Risultati
| 1ª giornata                       | 19/21 aprile 1987 |
|                                   |                   |
| Žalgiris Vilnius-Zenit Leningrado | 4-1               |
| Dinamo Minsk-Qaýrat               | 2-0               |

| 2ª giornata                   | 25/26 aprile 1987 |
|                               |                   |
| Zenit Leningrado-Qaýrat       | 2-0               |
| Žalgiris Vilnius-Dinamo Minsk | 1-1               |

| 3ª giornata                   | 2 giugno 1987 |
|                               |               |
| Qaýrat-Žalgiris Vilnius       | 0-0           |
| Dinamo Minsk-Zenit Leningrado | 4-3           |

| 4ª giornata                   | 29 agosto 1987 |
|                               |                |
| Qaýrat-Zenit Leningrado       | 2-0            |
| Dinamo Minsk-Žalgiris Vilnius | 1-1            |

| 5ª giornata                   | 6 settembre 1987 |
|                               |                  |
| Žalgiris Vilnius-Qaýrat       | 6-0              |
| Zenit Leningrado-Dinamo Minsk | 0-3              |

| 6ª giornata                       | 25 settembre 1987 |
|                                   |                   |
| Zenit Leningrado-Žalgiris Vilnius | 0-2               |
| Qaýrat-Dinamo Minsk               | 2-1               |

### Girone D

#### Classifica finale
|  | Pos. | Squadra     | Pt | G | V | N | P | GF | GS | DR |
|  | ---- | ----------- | -- | - | - | - | - | -- | -- | -- |
|  | 1.   | Metalist    | 8  | 6 | 3 | 2 | 1 | 10 | 6  | +4 |
|  | 2.   | Dnepr       | 8  | 6 | 3 | 2 | 1 | 9  | 8  | +1 |
|  | 3.   | Dinamo Kiev | 4  | 6 | 2 | 0 | 4 | 10 | 13 | -3 |
|  | 4.   | Šachtar     | 4  | 6 | 1 | 2 | 3 | 7  | 9  | -2 |

- Ammesse alla seconda fase: Metalist e Dnepr

#### Risultati
| 1ª giornata          | 17/19 aprile 1987 |
|                      |                   |
| Metalist-Dinamo Kiev | 2-0               |
| Dnepr-Šachtar        | 2-1               |

| 2ª giornata       | 26 aprile 1987 |
|                   |                |
| Šachtar-Metalist  | 1-2            |
| Dinamo Kiev-Dnepr | 0-1            |

| 3ª giornata         | 2 giugno 1987 |
|                     |               |
| Šachtar-Dinamo Kiev | 1-0           |
| Dnepr-Metalist      | 0-0           |

| 4ª giornata          | 29 agosto 1987 |
|                      |                |
| Dinamo Kiev-Metalist | 5-3            |
| Šachtar-Dnepr        | 2-2            |

| 5ª giornata       | 6 settembre 1987 |
|                   |                  |
| Dnepr-Dinamo Kiev | 4-2              |
| Metalist-Šachtar  | 0-0              |

| 6ª giornata         | 25 settembre 1987 |
|                     |                   |
| Metalist-Dnepr      | 3-0               |
| Dinamo Kiev-Šachtar | 3-2               |

## Seconda fase

### Quarti di finale
Partite disputate l'11 ottobre 1987.
| Squadra 1     | Risultato   | Squadra 2      |
| ------------- | ----------- | -------------- |
| Metalist      | 2 – 1       | Dinamo Minsk   |
| Neftçi Baku   | 3 – 0       | Dinamo Mosca   |
| Spartak Mosca | 2 – 1 (dts) | Dinamo Tbilisi |
| Žalgiris      | 4 – 1       | Dnepr          |

### Semifinali
Partite disputate il 25 e il 27 ottobre 1987.
| Squadra 1     | Risultato | Squadra 2 |
| ------------- | --------- | --------- |
| Neftçi Baku   | 1 – 3     | Metalist  |
| Spartak Mosca | 4 – 0     | Žalgiris  |

### Finale
| Arbitro: | Chochrjakov Aleksandr (Joškar-Ola) |

|                                                   |           |          |
| Kuznecov 32’ Čerenkov 34’ Pasul'ko 44’ Šmarov 55’ | Marcatori | 77’ Enej |